# Championnat du monde de Formule 1 motonautique
Le Championnat du monde de Formule 1 motonautique est créé en 1981.

## Palmarès
| Année | Vainqueur                         | Châssis                           |                     | Deuxième                      | Troisième                  |  | Écurie |
| 1981  | Renato Molinari                   | Velden-Johnson                    | Bob Spalding        | Tom Percival                  |                            |  |        |
| 1982  | Roger Jenkins                     |                                   | Renato Molinari     | Tom Percival                  |                            |  |        |
| 1983  | Renato Molinari                   |                                   | Cees van der Velden | Tom Percival                  |                            |  |        |
| 1984  | Renato Molinari                   |                                   | Cees van der Velden | Barry Woods                   |                            |  |        |
| 1985  | Bob Spalding                      |                                   | Ben Robertson       | Bertil Wik                    |                            |  |        |
| 1986  | Gene Thibodaux                    |                                   | Art Kennedy         | Cees van der Velden           |                            |  |        |
| 1990  | John Hill                         |                                   | Andy Elliott        | Jonathan Jones Fabrizio Bocca |                            |  |        |
| 1991  | Jonathan Jones                    |                                   | Michael Werner      | Steve Kerton                  |                            |  |        |
| 1992  | Fabrizio Bocca                    |                                   | Steve Kerton        | John Hill                     |                            |  |        |
| 1993  | Guido Cappellini                  |                                   | Michael Werner      | Jonathan Jones                |                            |  |        |
| 1994  | Guido Cappellini                  |                                   | Jonathan Jones      | Michael Werner                |                            |  |        |
| 1995  | Guido Cappellini                  |                                   | Michael Werner      | Danny Bertels                 |                            |  |        |
| 1996  | Guido Cappellini                  |                                   | Pertti Leppälä      | Jonathan Jones Michael Werner |                            |  |        |
| 1997  | Scott Gillman                     |                                   | Pertti Leppälä      | Guido Cappellini              |                            |  |        |
| 1998  | Jonathan Jones                    |                                   | Guido Cappellini    | Massimo Roggiero              |                            |  |        |
| 1999  | Guido Cappellini                  |                                   | Scott Gillman       | Pertti Leppälä                |                            |  |        |
| 2000  | Scott Gillman                     |                                   | Francesco Cantando  | Guido Cappellini              |                            |  |        |
| 2001  | Guido Cappellini                  |                                   | Francesco Cantando  | Philippe Dessertenne          |                            |  |        |
| 2002  | Guido Cappellini                  |                                   | Laith Pharaon       | Massimo Roggiero              |                            |  |        |
| 2003  | Guido Cappellini                  |                                   | Scott Gillman       | Francesco Cantando            |                            |  |        |
| 2004  | Scott Gillman                     |                                   | Francesco Cantando  | Fabio Comparato               |                            |  |        |
| 2005  | Guido Cappellini                  | DAC-Mercury                       | Sami Seliö          | Scott Gillman                 | Tamoil F1 Team             |  |        |
| 2006  | Scott Gillman                     | DAC-Mercury                       | Guido Cappellini    | Thani al Qamzi                | Emirates F1 Team           |  |        |
| 2007  | Sami Seliö                        | BaBa-Mercury                      | Guido Cappellini    | Thani al Qamzi                | Emirates F1 Team           |  |        |
| 2008  | Jay Price                         | DAC-Mercury                       | Sami Seliö          | Jonas Andersson               | Qatar Team                 |  |        |
| 2009  | Guido Cappellini                  | DAC-Mercury                       | Thani al Qamzi      | Sami Seliö                    | Team Abu Dhabi             |  |        |
| 2010  | Sami Seliö                        | BaBa-Mercury                      | Jay Price           | Alex Carella                  | Team Mad Croc              |  |        |
| 2011  | Alex Carella                      | DAC-Mercury                       | Jay Price           | Thani al Qamzi                | Qatar Team                 |  |        |
| 2012  | Alex Carella                      | DAC-Mercury                       | Philippe Chiappe    | Thani al Qamzi                | Team Abu Dhabi             |  |        |
| 2013  | Alex Carella                      | DAC-Mercury                       | Shaun Torrente      | Philippe Chiappe              | Qatar Team                 |  |        |
| 2014  | Philippe Chiappe                  | Moore-Mercury                     | Alex Carella        | Shaun Torrente                | Qatar Team                 |  |        |
| 2015  | Philippe Chiappe                  | Moore-Mercury                     | Alex Carella        | Shaun Torrente                | Team Abu Dhabi             |  |        |
| 2016  | Philippe Chiappe                  | Moore-Mercury                     | Shaun Torrente      | Sami Seliö                    | CTIC F1 Shenzen China Team |  |        |
| 2017  | Alex Carella                      | DAC-Mercury                       | Philippe Chiappe    | Erik Stark                    | Team Abu Dhabi             |  |        |
| 2018  | Shaun Torrente                    | DAC-Mercury                       | Erik Stark          | Thani Al Qamzi                | Team Abu Dhabi             |  |        |
| 2019  | Shaun Torrente                    | DAC-Mercury                       | Jonas Andersson     | Marit Strømøy                 | Team Abu Dhabi             |  |        |
| 2020  | non réalisé en raison de covid-19 | non réalisé en raison de covid-19 |                     |                               |                            |  |        |
| 2021  | Jonas Andersson                   | DAC-Mercury                       | Thani Al Qamzi      | Shaun Torrente                | Team Abu Dhabi             |  |        |

## Bilan pilotes
- Guido Cappellini - 10
- Scott Gillman - 4
- Alex Carella - 4
- Renato Molinari - 3
- Philippe Chiappe - 3
- Jonathan Jones - 2
- Sami Seliö - 2
- Shaun Torrente - 2
- Bob Spalding - 1
- John Hill - 1
- Roger Jenkins - 1
- Fabrizio Bocca - 1
- Gene Thibodaux - 1
- Jay Price - 1
- Jonas Andersson - 1

## Bilan Nations
- Italie - 18
- États-Unis - 8
- Royaume-Uni - 5
- France - 3
- Finlande - 2
- Suède - 1